# 문화인
문화인은 인디 음악을 전문적으로 제작하는 음악레이블이다.
원래 카카오M의 산하 레이블이였으나 2020년 2월부로 독립한 회사이다.

SBS K팝스타 에서 인지도를 알린 윤현상, 떠오르는 인디 루키 허회경 등이 소속되어 있다. 2017년 10월, R&B 요정으로 유명한 박정현을 영입하였는데, 인디 레이블로 소속사를 이동했다는 점에서 이례적으로 놀라운 일로 기억됐다. 단 2019년 12월 31일부로 박정현과의 계약은 해지되었다.

온라인 레코드 숍인 미화당 레코드도 운영 중이며 유튜브 채널에서 인디 음악 플레이리스트, 오리지널 콘텐츠 등 다양한 콘텐츠를 제작 중이다.

## 현재 소속 연예인
- 윤현상
- 허회경
- 음성녹음 (백서현, 정다인)
- 윤석원

## 과거 소속 연예인
- 박정현
- 우효
- 신현희와김루트 (신현희, 김루트)
- 한음파 (이정훈, 장혁조, 김윤태, 윤수영)
- 민채
- 롱디 (한민세, 민샥)
- 크림
- 이나
- 젊은이
- 재니
- 글로잉독
- 콜렉티브아츠 (이원우, 윤지영, 박재우, 김강산, 김현창)
- 서교동의 밤
- 헤이맨 (도영, 공탄, 테리킴)
- 아일 (주지훈, 이명욱, 지한결, 김유찬)
- 알레프
- 유라
- 크래커
- 앤츠 (최유, 도재)
- 로지
- 에버루아
- 아일 (주지훈, 지한결, 이명욱, 김유찬)
- 문없는집
- 섞김
- 이끼
- 나히
- 김우주